# Álvaro Luis Gijón Carrasco
Álvaro Luis Gijón Carrasco (Granada, 29 de març de 1973) és un economista i polític mallorquí d'origen andalús, diputat al Parlament de les Illes Balears en la VIII i IX legislatures.

## Biografia
Llicenciat en Ciències Econòmiques i Empresarials per la Universitat de les Illes Balears, en 2008 va obtenir un Executive Master of Business Administration (EXMBA) per l'IESE de Madrid. Ha treballat a empreses hoteleres i agències de viatges com Barceló Viajes i com a subdirector de Riu Hotels a la República Dominicana.
El 6 d'octubre de 1999 el llavors batle de Palma Joan Fageda el va anomenar Director d'Area d'Infraestructures, com a personal eventual.
Militant del Partit Popular, fou escollit regidor de l'ajuntament de Palma a les eleccions municipals espanyoles de 2003. Fou elegit diputat per Mallorca a les eleccions al Parlament de les Illes Balears de 2011, però renuncià a l'escó uns mesos més tard quan fou nomenat primer tinent d'alcalde de Turisme i Coordinació Municipal de l'Ajuntament de Palma després de les eleccions municipals espanyoles de 2011. Va renovar el seu escó per Mallorca a les eleccions al Parlament de les Illes Balears de 2015.
Havia de anar de número 4 a la llista al Congrés dels Diputats, pel PP, però el Comitè Electoral Nacional del PP no va acceptar la seva candidatura. Ell manifestà que a Madrid ningú el coneixia i que havia de haver estar algú de Balears qui havia pressionat.
A mitjan juny, una testimoni del cas Cursach donà el seu nom a la justicia com a presumpte consumidor de prostitució i drogues, fet que ell negà.
Pocs dies després, el 27 de juny de 2017, foren detinguts els seus pares pel Cas ORA. Aquest fet propicià que deixàs el PP. L'endemà, el 28 de juny de 2017 va passar al Grup Parlamentari Mixt. No deixà de ser ni regidor ni diputat, ja que no volgué dimitir.